# جيمس تي. هابل
جيمس تي. هابل هو محامي وسياسي أمريكي، ولد في 1855 في ويلتون ‏ في الولايات المتحدة، وتوفي في 1929. نشط حزبياً في الحزب الديمقراطي. وقد انتخب عضو مجلس نواب كونيتيكت ‏.